# Каср-эль-Хадж
Каср-эль-Хадж, Gasr Al-Hājj, араб. قصر الحاج‎ — крупное укреплённое зернохранилище круглой формы, сооружённое предположительно в XIII веке человеком по имени Абдалла Абу Джатла (араб. عبدالله أبوجطلة‎). Находится в Ливии у шоссе Триполи — Эль-Азизия — Эль-Джош примерно в 130 км от Триполи. Здание было построено в качестве амбара для семей из окрестных территорий в обмен на четверть их урожая, который, как утверждают местные жители, владелец жертвовал на преподавание Корана местным жителям. Здание изначально состояло из 114 камер, что, по-видимому, соответствовало числу семей, плативших взносы за пользование зернохранилищем к моменту сразу после его сооружения. Среди местных жителей распространено поверье, что число 114 — символично, и было избрано, чтобы соответствовать числу сур Священного Корана. В настоящее время число камер увеличилось до 119 в результате раздела нескольких камер в связи со спорами о наследстве. Кроме того, было достроено 29 подвальных помещений.